# Ana Belén
Ana Belén, właśc. María del Pilar Cuesta Acosta (ur. 27 maja 1951 w Madrycie) – hiszpańska piosenkarka i aktorka filmowa.

## Wybrane filmy
| Film                                                                      | Reżyser                                          | Rok    |
| ------------------------------------------------------------------------- | ------------------------------------------------ | ------ |
| Zampo y yo                                                                | Luis Lucía                                       | (1965) |
| Españolas en París                                                        | Roberto Bodegas                                  | (1971) |
| Aunque la hormona se vista de seda                                        | Vicente Escrivá                                  | (1971) |
| Morbo                                                                     | Gonzalo Suárez                                   | (1972) |
| Separación matrimonial                                                    | Angelino Fons                                    | (1973) |
| Al diablo con el amor                                                     | Gonzalo Suárez                                   | (1973) |
| Udręka (Tormento)                                                         | Pedro Olea                                       | (1974) |
| A flor de piel                                                            | Luis Eduardo Aute                                | (1974) |
| Vida conyugal sana                                                        | Roberto Bodegas                                  | (1974) |
| Miłość kapitana Brando (El amor del capitán Brando)                       | Jaime de Armiñán                                 | (1974) |
| Jo, papá                                                                  | Jaime de Armiñán                                 | (1975) |
| La petición                                                               | Pilar Miró                                       | (1976) |
| Emilia... parada y fonda                                                  | Angelino Fons                                    | (1976) |
| La criatura                                                               | Eloy De La Iglesia                               | (1977) |
| La oscura historia de la prima Montse                                     | Jordi Cadena                                     | (1978) |
| Sonámbulos                                                                | Manuel Gutiérrez Aragón                          | (1978) |
| Jaque a la dama                                                           | Francisco Rodríguez                              | (1979) |
| El Buscón                                                                 | Luciano Berriatua                                | (1979) |
| Cuentos eróticos                                                          | Jaime Chavarri, Josefina Molina, Fernando Colomo | (1980) |
| Fortunata i Jacinta                                                       | Mario Camus                                      | (1980) |
| Ul (La colmena)                                                           | Mario Camus                                      | (1982) |
| Demony w ogrodzie (Demonios en el jardín)                                 | Manuel Gutiérrez Aragón                          | (1982) |
| Dwór faraona (La corte de Faraón)                                         | José Luis García Sánchez                         | (1985) |
| Urocza rozwiązłość (Sé infiel y no mires con quién)                       | Fernando Trueba                                  | (1985) |
| Adiós pequeña                                                             | Imanol Uribe                                     | (1986) |
| Dom Bernardy Alby (La casa de Bernarda Alba)                              | Mario Camus                                      | (1987) |
| Boskie słowa (Divinas palabras)                                           | José Luis García Sánchez                         | (1987) |
| Miss Caribe                                                               | Fernando Colomo                                  | (1988) |
| Lot gołębicy (El vuelo de la paloma)                                      | José Luis García Sánchez                         | (1989) |
| Cómo ser mujer y no morir en el intento                                   | Ana Belén                                        | (1991) |
| Jak we śnie (Después del sueño)                                           | Mario Camus                                      | (1992) |
| Rosa rosae                                                                | Fernando Colomo                                  | (1993) |
| Mąż idealny (El marido perfecto)                                          | Beda Docampo Feijóo                              | (1993) |
| Tirano Banderas                                                           | José Luis García Sánchez                         | (1993) |
| Namiętność po turecku (La pasión turca)                                   | Vicente Aranda                                   | (1994) |
| Anarchistki (Libertarias)                                                 | Vicente Aranda                                   | (1996) |
| Miłość poważnie szkodzi zdrowiu (El amor perjudica seriamente la salud    | Manuel Gómez Pereira                             | (1996) |
| Cada día hay más besos                                                    | Gregorio Guzmán                                  | (1999) |
| Antigua, moje życie (Antigua vida mía)                                    | Héctor Olivera                                   | (2001) |
| Rzeczy, dla których warto żyć (Cosas que hacen que la vida valga la pena) | Manuel Gómez Pereira                             | (2004) |

## Dyskografia
- 1965
  - Zampo y yo
  - Qué difícil es tener 18 años
- 1973
  - Al diablo con amor (BSO)
  - Tierra
- 1975
  - Calle del Oso
- 1976
  - La paloma del vuelo popular
- 1977
  - De paso
- 1979
  - Ana
  - Lo mejor de Ana Belén
- 1980
  - Con las manos llenas
- 1981
  - Ana Belén (en italiano)
- 1982
  - Ana el Río
  - Ana Belén (en portugués)
- 1983
  - Victor y Ana en vivo
- 1984
  - Géminis
- 1985
  - BSO La corte de faraón
- 1986
  - Para la ternura siempre hay tiempo (z Víctorem Manuelem)
  - Grandes éxitos
- 1987
  - BSO Divinas palabras
- 1988
  - A la sombra de un león
- 1989
  - 26 grandes canciones y una nube blanca
  - Rosa de amor y fuego
- 1991
  - Como una novia
- 1993
  - Veneno para el corazón
- 1994
  - Mucho más que dos
- 1996
  - 20 éxitos
  - El gusto es nuestro
- 1997
  - Mírame
- 1998
  - Lorquiana. Canciones populares de Federico García Lorca
  - Lorquiana. Poemas de Federico García Lorca
- 1999
  - Cantan a Kurt Weill (z Miguelem Ríosem)
  - Ana Belén en Argentina
- 2001
  - Peces de ciudad
  - Dos en la carretera
- 2003
  - Viva L'Italia
- 2006
  - Una canción me trajo aquí
- 2007
  - Anatomía
- 2008
  - Los grandes éxitos... y mucho más